# Дитрих фон Анхалт-Десау
Дитрих фон Анхалт-Десау (на немски: Dietrich von Anhalt-Dessau; * 2 август 1702 Десау; † 2 декември 1769 в Десау) е принц от род Аскани, от 1751 до 1758 г. регент на Анхалт-Десау и пруски генерал-фелдмаршал.
Той е третият син на пруския генерал-фелдмаршал княз Леополд I фон Анхалт-Десау (1676 – 1747) и съпругата му имперска графиня Анна Луиза Фьозе (1677 – 1754). 
През 1716 г. той започва като полковник-лейтенант на холандска служба, след две години 1718 г. е на пруска служба, от 1730 г. командир на собствен пехотински полк, 1747 г. получава чин генерал-фелдмаршал. 
Баща му княз Леополд построява от 1747 г. за Дитрих палат в Десау, който 1752 г. става неговата резиденция.
Дитрих поема регентството от 1751 до 1758 г. като опекун и възпитател на малолетния си единадестгодишен племенник наследствения принц Леополд III Фридрих Франц (1740 – 1817), син на по-големия му брат княз Леополд II Максимилиан (1700 – 1751).
Дитрих умира неженен и бездетен през 1769 г. в Десау. Неговият градски дворец става „Philanthropinum“ училище, днес гимназия.